# Opération Trident
Ne doit pas être confondu avec Opération Trident (1971).
L'Opération Trident désigne l'intervention et la présence militaire de la France au Kosovo qui s'étend de 1999 à 2014. L'armée française intervient au Kosovo et participe au maintien de l'ordre et de la paix en fournissant hommes et matériel à la KFOR sous la juridiction de l'ONU et sous commandement de l'OTAN. L'opération débute les jours suivant la campagne de bombardement de l'OTAN sur les forces serbes en 1999, à laquelle la France participe activement.

## Contexte
Avant la guerre d'indépendance du Kosovo, la région est rattachée à la Serbie. En 1998, cette région est composée d'une majorité ethnique albanaise (87%) et d'une minorité de serbes (10%). La Serbie et l'Albanie considèrent la région comme le berceau d'origine de leurs peuples. Ces deux pays se disputent l'autorité territoriale de la région depuis plusieurs siècles. Le Kosovo est rattaché en 1945 à la Serbie avec le statut de province autonome. À la suite de la dissolution de l'URSS en 1991, de multiples pays prennent leur indépendance et des guerres éclatent notamment entre les différentes républiques de la Yougoslavie. Néanmoins, la question de l'indépendance du Kosovo n'est pas évoquée.
Dans les années 1990, un mouvement nationaliste se développe au Kosovo et demande l'indépendance de celui-ci. En 1996, une branche armée nommée l'UÇK se détache du mouvement et se fait connaitre par une série d'attentats à la bombe. Cette branche paramilitaire est soutenue par le gouvernement albanais et se fournit en armes en Albanie en 1997. Au cours de la même année, l'UÇK commet une série d'attentats. Les forces serbes conduisent une campagne de répression en février 1998 dans la région du Drenica, bastion de l'UCK. Elles visent un commandant de l'UCK et sa famille dans le village de Prekaz, 80 personnes sont tuées. Les rangs de l'UÇK grossissent à la suite de cette campagne.
Une médiation internationale est demandée par l'OSCE, l'Organisation pour la sécurité et la Coopération en Europe. Elle envoie l'ancien chef du gouvernement espagnol Felipe Gonzalez,mais la médiation est refusée par le gouvernement serbe. L'OSCE demande de l'aide à un groupe de consultation composé des États-Unis, de la Russie, de la France, du Royaume-Uni, de l'Allemagne et de l'Italie. Ce groupe demande à la Serbie d'officialiser l'indépendance du Kosovo mais les négociations échouent. Le 31 mars 1998, le Conseil de sécurité de l'ONU se saisit aussi de la question et par le vote de la résolution 1160, elle demande aux autorités serbes d'accroitre l'indépendance administrative et générale du Kosovo. La répression continue néanmoins. Par la suite, l'ONU ratifie la résolution 1199 le 23 septembre 1998 et demande l'arrêt immédiat des combats et le retrait des troupes serbes de la province du Kosovo. Le 13 octobre 1998, l'OTAN donne un ultimatum à la Serbie de respecter les résolutions de l'ONUet la menace de bombardements si elle ne se plie pas aux résolutions onusiennes.
Le 15 janvier 1999, les forces serbes tuent les habitants du village de Račak. Une nouvelle tentative de négociations a lieu à la conférence de Rambouillet en février et mars 1999. Aucun accord est trouvé, c'est un échec. Les affrontements entre forces de sécurité serbes et l'UCK s'intensifient. Le 23 mars 1999, l'OTAN démarre une campagne de bombardements, l'opération Allied Force, qui durera 78 jours. Les cibles sont d'abord des infrastructures militaires puis seront élargies aux infrastructures civiles. La France y participera en tant que membre de l'OTAN. L'Opération Trident débute le 12 juin 1999, 2 jours après la fin de la campagne de bombardements, quand les troupes stationnées en Macédoine sont débarquées au Kosovo.

## La participation à la KFOR

### Déploiement, responsabilités et retrait
Dès la fin de la campagne de bombardements et le retirement progressif de l'armée serbe, les pays de l'OTAN et d'autres pays mobilisent des soldats sous la bannière de la KFOR, une armée internationale mandatée par l'ONU et sous contrôle partiel de l'OTAN. Elle est créée pour rétablir l'ordre et la sécurité au Kosovo. L'OTAN a subdivisé au départ le commandement de la KFOR en cinq Task Forces multinationales (TFMN) : Nord, Ouest, Sud, Est et Centre. Le commandement militaire de la zone Nord autour de Mitrovica est attribué à la France.
La KFOR a été commandée par des généraux français : 
- Du 3 octobre 2001 au 4 octobre 2002 par le général de corps d'armée Marcel Valentin[11]
- Du 31 août 2004 au 1er septembre 2005 par le général de corps d'armée Yves de Kermabon[12]
- Du 31 août 2007 au 29 août 2008 par le général Xavier Bout de Marnhac[13]

#### Déploiement et organisation du détachement français de la KFOR
La zone Nord concentre la partie la plus importante des soldats français dans la KFOR. Les bases principales se concentrent autour de Mitrovica. La base du détachement de l'ALAT se situe à Plana, à 6km de Mitrovica. Des contingents étrangers sont aussi présents dans les bases de la zone Nord. Elles sont sous le commandement français. De plus, les troupes françaises représentent la moitié des soldats de la zone Nord. Les commandants des zones sont sous l'autorité directe du commandant de la KFOR et du SACEUR de l'OTAN.
Néanmoins, la France possède aussi une chaine de commandement nationale. Le RepFrance est un organe décisionnel qui représente le Chef d'état-major des Armées au Kosovo. Ses missions sont de participer au soutien de l'action de la France au Kosovo et à fournir une capacité d'appréciation indépendante au profit du haut commandement national. Les autres pays ne possèderaient pas ce type d'entité. Cette entité possède ses propres services de renseignement. Elle a un statut d'organe de consultation et d'aide au commandement français de la zone Nord. Elle n'est pas censée donner des ordres.
La KFOR réduit régulièrement ses effectifs chaque année en fonction de la stabilisation de la sécurité du pays et le développement de la nouvelle administration. La France revoit donc aussi ses effectifs à la baisse et transfère ses compétences à la police kosovare et à la KFOR. Des opérations communes sont menées pour former les troupes alliées puis les troupes françaises se retirent.
Le 28 février 2011, le bataillon multinational nord a été dissous dans le cadre de la réorganisation de la KFOR transformant les TFMN en Mutinational Battles Groups (MNBG). Dans ce cadre, la France rend à la KFOR le commandement de la zone Nord. Les derniers soldats français présents au Kosovo se concentrent au camp de Novo Selo. La France rapatrie ses derniers hommes en février 2014.

### Objectifs de la mission et initiatives
La résolution 1244 du 10 juin 1999, votée par le Conseil de Sécurité des Nations Unies, fixe le périmètre des agissements de la KFOR. La KFOR a la tâche complexe de sécuriser le territoire du Kosovo, porter assistance à la population et appuyer les missions onusiennes qui tenteront de mettre en place un gouvernement et relancer le pays.
D'après la résolution 1244, les missions principales de la KFOR au 10 juin 1999 sont :
- Assurer le retrait des forces militaires de la Serbie et empêcher leur retour éventuel ainsi que toute insurrection ou reprise des hostilités. Le cessez-le-feu doit être aussi appliqué et imposé.
- Démilitariser tous les groupes armés et paramilitaires au Kosovo, en particulier l'UCK, les groupes armés d’Albanais du Kosovo et les groupes armés serbes
- Assurer la sécurité des différents groupes ethniques et permettre le retour des réfugiés
- Assurer la sécurité de la future administration et les missions humanitaires onusiennes
- Surveillance des frontières
- Assumer les fonctions de la police traditionnelle mais aussi de maintien de l'ordre et d'intervention
- Commencer les opérations de déminage
- Garantir la liberté de circulation

Ces missions vont nécessiter différents types de déploiement des forces armées. Certains bataillons seront affectés à une sécurité de proximité, de surveillance et de garde de lieux stratégiques : ponts, villages de minorités, routes principales...Les violences interethniques et les pogroms sont des scénarios craints par la KFOR. Le pont Austerlitz de Mitrovica est un bon exemple. Dès 1999, une présence militaire est établie des deux côtés du pont. L'accès est fermé par des blocs de béton et des grilles, un checkpoint est installé. Il sera remplacé par une simple guérite à partir de juin 2005. Les communautés serbes et albanaises sont séparées et présentes des deux côtés du pont : au Nord les serbes et au Sud les albanais. Ce pont cristallise les tensions entre les deux communautés. En mars 2004, à la suite de la noyade d'enfants qui aurait été causée selon la rumeur par des Serbes, le pont a été traversé et des émeutes ont éclaté. Des tirs à balles réelles ont eu lieu, les forces françaises de la KFOR se sont interposées et repris le contrôle de la situation mais trop tard. Le bilan final serait de 10 morts : 8 Albanais et 2 Serbes. Au moins deux personnes auraient été tuées par des tirs de kalachnikov. Plus de 200 Albanais et 60 serbes ont été blessés.
D'autres régiments effectuent des patrouilles le long des frontières et dans les villages pour maintenir la présence d'une force de sécurité et tenir à l'écart les groupes paramilitaires. Le 14 octobre 2000, une patrouille de la BMN-ouest aurait arrêté un véhicule près de la frontière entre le Kosovo et l’Albanie, elle y retrouva 50 fusils d’assaut AK-47 et 42 chargeurs d’AK-47. Il est aussi nécessaire d'assurer la fonction des postes aux frontières. Il faut préparer le retour des réfugiés au Kosovo et assurer leur sécurité. Des fouilles peuvent aussi être conduites pour confisquer et détruire tout matériel militaire comme des armes, des mines ou des grenades. En 2000, un important dépôt d'armes de l'UCK est découvert. Il contient plusieurs bunkers et un stock de guerre est saisi. Ce serait environ 20 000 grenades, 950 mines anti-personnel, 185 mines antichars, 855 obus de mortier, 1 156 roquettes antichars et 75 kg de TNT. Des canons antichars de calibre 105 mm et des mitrailleuses lourdes auraient aussi été saisis.
Une partie du personnel est aussi assigné à la collecte d'informations chez les populations locales, maintenir le lien entre civils et militaires et aussi assurer une mission de prévention liée aux déchets de guerre comme les bombes, obus ou mines. L'objectif est à la fois de découvrir des zones minées en interrogeant les locaux mais aussi de les prévenir des zones découvertes par les militaires. Le lien permettra aussi la collecte de renseignements sur les groupes armés qui pourraient être présents dans les localités, orienter les premiers convois humanitaires et collecter des informations pour la future administration.
Au début de l'intervention, les forces armées sont mises aussi à contribution pour restaurer les routes, déblayer des débris liés aux bombardements, sécuriser des zones et commencer le déminage. En plus des mines terrestres et des obus largués lors des bombardements, l'OTAN a utilisé des bombes à sous-munitions. 1 392 bombes à sous munitions contenant 289 536 sous munitions ont été larguées sur le Kosovo, ce qui complexifie significativement les opérations de déminage. En effet, une partie importante des sous-munitions n'explose pas au contact du sol, de nombreux civils meurent à cause de ce type de bombes. De plus, des groupes armés continuent la lutte et réalisent entre autres des opérations de sabotage. Le 22 mars 2000, un viaduc ferroviaire a été dynamité et détruit. Un dispositif de 27 mines antichars a été démantelé par les hommes de la KFOR. Les mines étaient placées à côté des piliers d'un pont routier au nord de Kosovska Mitrovi.
La KFOR appuie aussi les efforts d'investigation des tribunaux internationaux en enquêtant sur des disparitions et des signalements de présence de corps humains. Cela a conduit à la découverte de multiples charniers à travers le Kosovo dont certains de plus d'une centaine de personnes. Les soins médicaux sont aussi en partie assurés par les armées. En 2008, le détachement de l'armée française dans la KFOR possède une unité de soins qui traite la population civile kosovare et réalise des visites dans les villages. Une équipe médicale aéroportée du détachement de l'ALAT assure les missions d'évacuation aérienne et de rapatriement des blessés vers les hôpitaux militaires et ceux des villes.

## Moyens et unités déployés dans la KFOR

### Moyens terrestres
L'armée française envoie 6 000 hommes au Kosovo pour servir dans la KFOR qui compte 50 000 hommes en 1999. Les forces seront régulièrement revues à la baisse suivant la stabilisation politique du Kosovo. Leur retrait aura lieu le 2 février 2014. Différents corps des armées de terre et de marine sont déployés tour à tour durant l'opération. Tous les corps ont été déployés : blindés légers, transports de troupes, régiments du Génie, infanterie de Marine, parachutistes... Les troupes françaises de la KFOR sont principalement basées dans la zone Nord du Kosovo dont la France a la responsabilité jusqu'en 2011 et en Macédoine pour les troupes en renfort. Les unités sont relevées tous les 4 à 6 mois.
| 1999 | 2000 | 2002 | 2003 | 2004 | 2008 | 2009 | 2010 | 2011 | 2013 | 2014 |
| ---- | ---- | ---- | ---- | ---- | ---- | ---- | ---- | ---- | ---- | ---- |
| 6000 | 5506 | 4500 | 3000 | 3000 | 2269 | 1850 | 1300 | 765  | 320  | 320  |

|                             | Kosovo | Macédoine | Grèce | Total |
| Etat-major de la KFOR       | 79     | 17        | 0     | 96    |
| Brigade multinationale nord | 3 642  | 82        | 0     | 3 724 |
| Hors BMN-N                  | 963    | 717       | 6     | 1 686 |
| Total                       | 4 684  | 816       | 6     | 5 506 |

|                             | Kosovo | Macédoine | Grèce | Total |
| Repfrance                   | 77     | 0         | 0     | 77    |
| Bataillon logistique        | 873    | 7         | 0     | 880   |
| Base de soutien interarmées | 0      | 610       | 3     | 613   |

Entre 2003 et 2005, les forces françaises représentent 18% de la KFOR soit environ 3000 hommes. Les unités déployées sont les  21e RIMa de Fréjus, 1er RS de Valence et 3e RAMa de Montferrat. Des unités de soutien des brigades spécialisées telles que le 511e RT d'Auxonne, le 48e RT d'Agen, le 1er RG d'Illkirch et le 2e RG de Metz sont aussi déployées.
En février 2007 a lieu une importante relève. La 6ème brigade légère blindée remplace la 11ème brigade parachutiste dans la zone Nord. Quelque 260 véhicules et engins sont rapatriés en France par train et bateau. Étant donné le nombre d'engins transportés, le bateau utilisé serait sûrement un porte-hélicoptère plutôt qu'un navire de transport de troupes qui a une capacité de transport plus faible. En 2009, la 3ème brigade mécanisée de Limoges est déployée dans la Task force multinationale Nord. En 2010, la 6ème compagnie de hussards parachutistes est présente au Kosovo avec des véhicules blindés légers.
Après la réorganisation de la KFOR le 28 février 2011, la France réduit ses effectifs et redonne la responsabilité de la zone Nord à la KFOR. Les quelque 300 derniers hommes sont affectés au camp de Novo Selo et sont composés d'un escadron de reconnaissance de la 7ème brigade blindée (7e BB) appartenant au 1e Régiment de chasseur de Verdun, de soldats et du personnel délégué à l’état-major à Pristina. Un contingent de gendarmes français d’EULEX serait aussi présent dans le camp de Novo Selo. La France fournirait aussi les équipements de l'ensemble des soldats issus de différents pays stationnés au camp de Novo Selo, soit environ 500 personnes.

### Moyens aériens
Les troupes françaises de la KFOR sont appuyées par un détachement de l'ALAT dont la base est située à l'ancienne prison de Plana, à 40 km au nord de Pristina. Ce détachement est constitué d'hélicoptères de type Puma et Gazelle. Ils réalisent des missions d'héliportage et de transport de matériel pour le Puma et des opérations de reconnaissance, de protection et d'appui aérien pour la Gazelle. Le détachement peut être aussi sollicité pour l'évacuation de blessés ou pour toute urgence sanitaire.
En décembre 2007, des drones de l'armée de Terre sont déployés au Kosovo. Le 61e régiment d'Artillerie de Chaumont opère les 6 drones de type SDTI (système de drone tactique intérimaire). Les drones sont utilisés pour des missions de reconnaissance et agissent en tant que relais de communication. Ils assureraient 4 à 5 heures de veille par jour.

#### Déploiement et effectifs
Le 4 janvier 1999, 4 Puma et 2 Gazelle sont déployés en Grèce en vue d'une future intervention de l'OTAN et forment le DETALAT Trident. Le détachement est réaffecté à Kumanovo en Macédoine avec le contingent principal des troupes françaises en attente. Ce détachement de l'ALAT est renforcé entre mai et juin 1999 par deux escadrilles de 8 Puma et 4 Gazelle provenant du 1er RHC et du 5ème RHC. Le détachement compte 20 Puma et 8 Gazelle en juin 1999. Le détachement est affecté à la force européenne d'extraction qui garantit la sécurité des représentants de l'ONU venus constater les efforts de la Serbie au Kosovo à la suite de négociations. A partir de juin 1999, le détachement est affecté à la KFOR et devient le BATALAT. Il s'installe à la base de Plana. Le 2 juillet, 10 Puma rentrent en France, le détachement comporte plus que 10 Puma et 8 Gazelle.
En 2002, le détachement est constitué de 10 Gazelles et 10 Puma. Une partie est affectée à deux escadrilles :
- l'escadrille d'hélicoptères légers armés de 6 Gazelle : 2 SA341 F1 canon, 2  SA342 M1, 1 SA342 M lisse d'aide au commandement et une SA342 M avec d'un POD photo
- l'escadrille d'hélicoptères de manœuvre de 5 Puma

En 2009, le détachement possède 1 Gazelle et 2 Puma. La base aérienne de Plana ferme en octobre 2009. 2 Puma et l'équipe médicale du détachement assurant la mission d'évacuation sanitaire sont redéployées à Dakovica,.

## Morts et blessés (incomplet)
L'engagement militaire de la France dans la KFOR aurait coûté la vie à 19 soldats au 11 mars 2009. Il n'existerait pas de document public répertoriant les pertes humaines et matérielles au Kosovo.
| Date       | Nom                    | Rang          | Régiment                                        |
| ---------- | ---------------------- | ------------- | ----------------------------------------------- |
| 30/03/2000 | Gilles RAYMOND         | Lieutenant    | 3e Régiment parachutiste d’infanterie de marine |
| 17/12/2000 | Harrifou ABDOUL BASTOI | Caporal-chef  | 1er Régiment de Tirailleurs                     |
| 18/12/2000 | Alexandre COVA         | Sergent       | 2e Régiment du Génie                            |
| 13/02/2001 | Franck HELLER          | 1re Classe    | 2e Régiment étranger de parachutistes           |
| 21/11/2002 | Yoann DARRIEUX         | 1re Classe    | 92e Régiment d'infanterie                       |
| 13/02/2002 | Fréderic GUENARD       | Adjudant      | 3e Régiment médical                             |
| 13/07/2006 | Olivier MARIA          | Caporal-chef  | 1re CCT                                         |
| 20/09/2006 | Dominique DAUCE        | Adjudant-chef | 5e Régiment hélicoptère de combat               |
| 6/11/2009  | Yoann VAUCHE           | 1re Classe    | 12e Régiment de Chasseurs                       |

| Date         | Nombre | Contexte                     | Gravité                                                                         |
| ------------ | ------ | ---------------------------- | ------------------------------------------------------------------------------- |
| août 1999    | 1      | Maintien de l'ordre          | Grave, traumatisme crânien                                                      |
| mars 2004    | 12     | Maintien de l'ordre          | 11 blessures légères et un traumatisme crânien                                  |
| juillet 2007 | 8      | Chute d'un VAB dans un ravin | 6 légers et 2 graves ayant nécessité un rapatriement                            |
| mars 2008    | 20     | Émeutes                      | 12 blessures légères, 8 soldats transportés à l'hopital dont 1 touché à la tête |
| juillet 2010 | 2      | Retournement d'un VAB        | Graves, évacuation vers un hôpital                                              |